# 小牧未侑
小牧 未侑（こまき みゆ、2月26日 - ）は、日本の声優、女優、ナレーター。埼玉県出身。ピアレスガーベラ所属。SecretGardenとして音楽活動もしている。

## 来歴
外画ドラマ『フルハウス』、『サブリナ』を観て声優を目指した。中でも石塚理恵が演じていたサブリナが好きだったという。小学校時代にテニススクールに通っており、友人が「テニスの漫画があるよ」と教えてくれたことで漫画『テニスの王子様』を知った。その後はテレビアニメ『テニスの王子様』を観るようになってからは、「私も女の子にキャーキャー言われたい!」と思ったという。
2010年から2016年11月30日までアクロス エンタテインメントに所属していた。フリー期間を経て、2018年4月よりピアレスガーベラ所属。

## 出演
太字はメインキャラクター。

### テレビアニメ
2012年
- アルカナ・ファミリア -La storia della Arcana Famiglia-（女2）

2015年
- あにトレ!EX（2015年 - 2016年、早乙女静乃、女性スタッフ） - 2シリーズ
- 俺がお嬢様学校に「庶民サンプル」としてゲッツされた件（英語教師、お嬢様、メイド）

2016年
- B-PROJECT〜鼓動*アンビシャス〜（女性客）

2017年
- カブキブ!（女子生徒、アシスタント、後藤先生）
- ひなこのーと（女子部員）
- 徒然チルドレン（柴崎絵里香）

2019年
- モブサイコ100 II（子供、客）
- アフリカのサラリーマン（ウサギ、ジャッカル）
- 七つの大罪 神々の逆鱗（2019年 - 2020年、オルロンディ、女）

2021年
- ゴジラ S.P ＜シンギュラポイント＞（アナウンス、子供B）
- ヴァニタスの手記（2021年 - 2022年、ムル、ミナ、ジャンヌの母、研究員A） - 2シリーズ

2022年
- SPY×FAMILY（ハニー姫） - 2シリーズ

2023年
- 文豪ストレイドッグス（アナウンス、空港アナウンス）
- うちの会社の小さい先輩の話（女性アナウンサー）
- 葬送のフリーレン（子供）

2024年
- 火狩りの王（燠火家メイド）
- 七つの大罪 黙示録の四騎士（オルロンディ）

### 劇場アニメ
- 劇場版 はいからさんが通る 後編 〜花の東京大ロマン〜（2018年、袋小路つめ子）
- ANEMONE/交響詩篇エウレカセブン ハイエボリューション（2018年、女性アナウンサー）
- 劇場版 七つの大罪 光に呪われし者たち（2021年）

### Webアニメ
- 七つの大罪 怨嗟のエジンバラ（2022年、メイドC）
- T・Pぼん（2024年、レポーター）

### ゲーム
2011年
- バッドエンド城へようこそ（マヤ）

2014年
- 幻獣姫（セベク、アイラーヴァタ、キキーモラ、ラシュヌ、ハクタク）
- 青春姫SCHOOL PRINCESS（水野愛里、瀬尾秋保）
- ドラゴンジェネシス（プリースト女）
- 魔法少女(仮)/メイデンクラフト（匙川真実）

2015年
- グランブルーファンタジー（婦人、ウエイトレス）
- ポイッとヒーロー（エクレール、パメラ、セルピナ)

2016年
- あにトレ！EX〜いっしょにやろうよ!〜（早乙女静乃）
- かんぱに☆ガールズ（ミカゲ・シラヌイ）
- 円環のパンデミカ code -S-（八社チエミ）
- バンドやろうぜ!
- ブレイジング オデッセイ（アルテア）
- 武装少女（比良坂瑠璃）

2019年
- クイズRPG 魔法使いと黒猫のウィズ（カルディア・セブン）

2020年
- エコーズオブパンドラ（四式重戦車 他）

2021年
- ソード＆ブレイド（定間）
- タイムディフェンダーズ（ベラ）

2022年
- ユグドラ・レゾナンス（ガーベラ、メランサ）

2023年
- BLUE PROTOCOL

### ドラマCD
- ゴミ溜めPEACE（女子高生2）
- 女王と仕立て屋（村上）
- 僕の家においで wedding 極甘編（ウェディングプランナー）[20]

### ラジオドラマ
- 「山口勝平の殿様ラジオでGO!」内ラジオドラマ（クレオパトラ）

### 吹き替え
- ブリングリング（2014年、エミリー）
- 私の残念な彼氏（2015年、チャ・ジュヨン）

### ラジオ
※はインターネット配信。
- うもラジ〜ゆきみゆSayYou Factory〜（2013年 - 2015年、エフエムびざん、FMがいや、高知シティFM）
- あにトレ!EX ラジオ燃焼系（2015年 - 2016年、超!A&G+※・ラジオ大阪※・ニコニコチャンネル※）

### ナレーション
ラジオCMのナレーションを数多くこなす。
- フジテレビ「サイエンスファンタジーカガクる!」番組ナレーション
- LIXIL
- ベネッセパレット
- 埼玉Nack5×サークルKサンクス「ニクモンズ」
- サンリオ「2012年サンリオキャラクター大賞」
- 映画「ただ君を愛してる」
- アニメ「ゾイドジェネシス」、「らぶドル」、「おくさまは女子高生」DVDBOX、「今日の5の2春休み」OVA
- CD「レ・ミィ×コトナ 」コンプリーベスト（その他多数）

### 舞台
- THE DEAD END〜ザ・デッド・エンド〜（2011年、教子）博品館劇場
- 朗読劇「おとうさんはモーツァルト」（2015年、マリア）

### テレビドラマ
- 連続テレビ小説 花子とアン（2014年3月31日 - 9月27日、NHK）

### CM
- 福井銀行カードローン

### 雑誌
- 『声優ラジオの時間 NEXT SEASON』
- 『声優RadioMAG』

## ディスコグラフィ

### 歌手参加楽曲
| 発売日  | 商品名     | 歌           | 楽曲                                  | 備考                                                           |
| 2013年  | 2013年     | 2013年       | 2013年                                | 2013年                                                         |
| ------- | ---------- | ------------ | ------------------------------------- | -------------------------------------------------------------- |
| 10月9日 | 君がすべて | SecretGarden | 「君がすべて」 「気がついたら・・・」 | ラジオ『うもラジ〜ゆきみゆSayYou Factory〜』エンディングテーマ |

### キャラクターソング
| 発売日   | 商品名                | 歌 | 楽曲                                             | 備考                                                               |
| 2015年   | 2015年                | 2015年 | 2015年                                           | 2015年                                                             |
| -------- | --------------------- | --- | ------------------------------------------------ | ------------------------------------------------------------------ |
| 11月25日 | ばいたる☆エクササイズ | 星あさみ（伊藤美来）、樋口えり（和氣あず未）、早乙女静乃（小牧未侑）、橘紫苑（長縄まりあ）、平岡優（高尾奏音）                         | 「ばいたる☆エクササイズ」 「あにトレケイデンス」 | テレビアニメ『あにトレ!EX』主題歌                                  |
| 2016年   |                       | |                                                  |                                                                    |
| 11月16日 | Cheer for you♪♬🎶     | 星あさみ（伊藤美来）、樋口えり（和氣あず未）、早乙女静乃（小牧未侑）、橘紫苑（長縄まりあ）、平岡優（高尾奏音）、出海さくら（鈴木絵理） | 「Cheer for you♪♬🎶」                            | テレビアニメ『あにトレ!XX 〜ひとつ屋根の下で〜』オープニングテーマ |
| 11月16日 | Cheer for you♪♬🎶     | 星あさみ（伊藤美来）、樋口えり（和氣あず未）、早乙女静乃（小牧未侑）、橘紫苑（長縄まりあ）、平岡優（高尾奏音）、出海さくら（鈴木絵理） | 「あにトレケイデンス〜2周目〜」                  | テレビアニメ『あにトレ!XX 〜ひとつ屋根の下で〜』関連曲             |

### シリーズ一覧
1. ↑  第1期『あにトレ！EX』（2015年）、第2期『あにトレ！XX 〜ひとつ屋根の下で〜』（2016年）
2. ↑  第1クール（2021年）、第2クール（2022年）
3. ↑  第1クール（2022年）、第2クール（2022年）